# ماتيوس غاليانو مسيكه
ماتيوس غاليانو مسيكه (بالعبرية: גל מסיקה‏) هو لاعب كرة قدم إسرائيلي في مركز حراسة المرمى، ولد في 29 يونيو 1988 في هرتسليا في إسرائيل. لعب مع النادي الرياضي كفر قاسم صهيب او نادي الوحدة كفر قاسم صهيب ‏.